# 平川駅
平川駅（ひらかわえき）は、鹿児島県鹿児島市平川町にある、九州旅客鉄道（JR九州）指宿枕崎線の駅である。

## 歴史
- 1934年（昭和9年）5月20日：鉄道省指宿線（現・指宿枕崎線）の駅として開設[2]。
- 1963年（昭和38年）
  - 5月10日：荷物扱い廃止[2][3]、無人駅化[4]。
  - 10月31日：指宿線が指宿枕崎線へ改称、同線の駅となる[2]。
- 1979年（昭和54年）7月1日：鹿児島寄りに100 m移転[2]。
- 1983年（昭和58年）3月8日：再度有人駅化。
- 1987年（昭和62年）4月1日：国鉄分割民営化に伴い、九州旅客鉄道（JR九州）の駅となる[2]。
- 2012年（平成24年）12月1日：ICカード「SUGOCA」が利用可能となる[5]。
- 2020年（令和2年）5月30日：駅遠隔案内システム（Smart Support Station）「ANSWER」導入に伴い、再度無人駅化[1][6]。

## 駅構造
単式ホーム1面1線を有する地上駅。

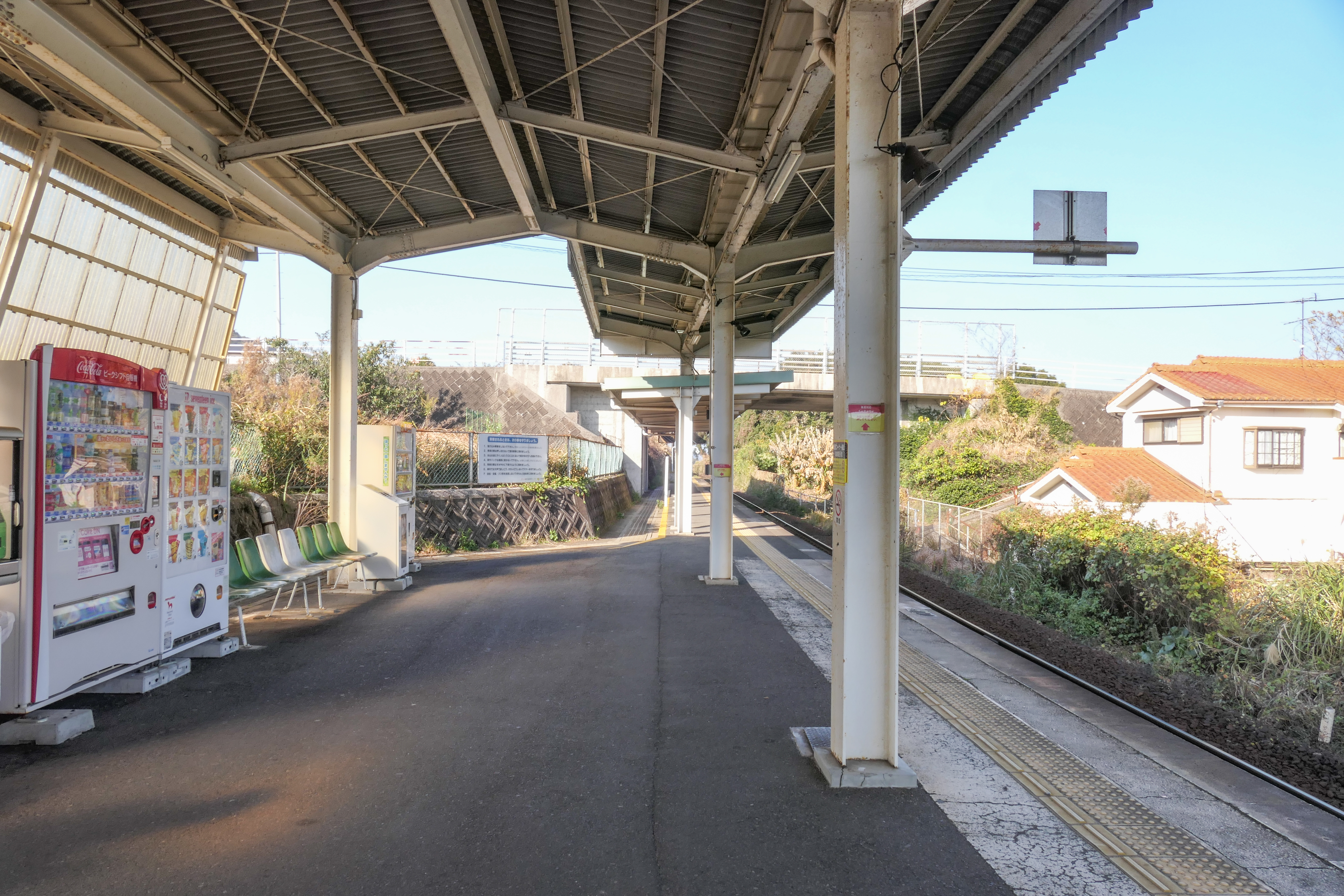
ホーム（2022年1月）

以前は有人駅であったが、2020年5月30日より駅遠隔案内システム（Smart Support Station）「ANSWER」導入に伴い、無人駅化された。
IC乗車カード「SUGOCA」が利用可能（相互利用可能ICカードはSUGOCAの項を参照）、簡易SUGOCA改札機が設置されている。SUGOCAの販売は行なっていない。
簡易自動券売機（ICカード・オレンジカード非対応）、ICカードチャージ機が設置されている。

### のりば
| 番線 | 路線        | 方向 | 行先                 |
| ---- | ----------- | ---- | -------------------- |
| 1    | ■指宿枕崎線 | 上り | 鹿児島中央方面       |
| 1    | ■指宿枕崎線 | 下り | 指宿・山川・枕崎方面 |

- のりば表記は駅掲載および公式サイトの駅別時刻表に記述[7]

## 利用状況
- 2023年度の1日平均乗車人員は754人である[8]。

当駅近隣には鹿児島県立錦江湾高等学校と、鹿児島医療技術専門学校 平川校が立地しており、両校の多くの生徒が当駅を利用して通学している。
| 年度 | 1日平均 乗車人員 | 1日平均 乗降人員 |
| ---- | ---------------- | ---------------- |
| 2000 | 1,208            |                  |
| 2001 | 1,230            |                  |
| 2002 | 1,219            |                  |
| 2003 | 1,184            |                  |
| 2004 | 1,153            |                  |
| 2005 | 1,118            |                  |
| 2006 | 1,123            |                  |
| 2007 | 1,125            | 2,248            |
| 2008 | 1,123            | 2,252            |
| 2009 | 1,109            | 2,219            |
| 2010 | 1,104            | 2,213            |
| 2011 | 1,060            | 2,122            |
| 2012 | 1,008            | 2,016            |
| 2013 | 1,021            | 2,041            |
| 2014 | 945              | 1,890            |
| 2015 | 979              | 1,960            |
| 2016 | 982              |                  |
| 2017 | 986              |                  |
| 2018 | 979              |                  |
| 2019 | 936              |                  |
| 2020 | 896              |                  |
| 2021 | 781              |                  |
| 2022 | 761              |                  |
| 2023 | 754              |                  |

## 駅周辺
平川動物園の最寄駅は五位野駅である。
- 国道226号
- 錦江湾公園
- 鹿児島県立錦江湾高等学校
- 鹿児島医療技術専門学校 平川校
- 鹿児島市立平川小学校
- 最福寺
- 烏帽子岳自然遊歩道（登山コース・当駅から山頂まで4.5km※山頂から平川動物公園コースで五位野駅に戻れる）
- 平川バス停

## バス路線
鹿児島交通平川バス停が利用可能。（下記は各系統行先）

### 平川バス停
| 平川バス停（上り）−鹿児島県鹿児島市平川町 |                          |              |
| 番線                                      | 経由地                   | 行先         |
| 1                                         | 谷山駅前・県庁前・天文館 | 鹿児島駅前   |
| 種別                                      | 経由地                   | 行先         |
| 普通                                      | 鹿児島中央駅・天文館     | 金生町       |
| 空港連絡                                  | 伊敷                     | 鹿児島空港   |
| 平川バス停（下り）−鹿児島県鹿児島市平川町 |                          |              |
| 番線                                      | 経由地                   | 行先         |
| 1                                         | 最福寺入口               | 平川星和台   |
| 種別                                      | 経由地                   | 行先         |
| 普通                                      | 知覧                     | 特攻観音入口 |
| 普通                                      | 喜入・高之原             | 山川桟橋     |

## 隣の駅
九州旅客鉄道（JR九州）
■指宿枕崎線
■快速「なのはな」
五位野駅 - 平川駅 - 喜入駅
■普通
五位野駅 - 平川駅 - 瀬々串駅